# Opération Regenbogen (U-boot)

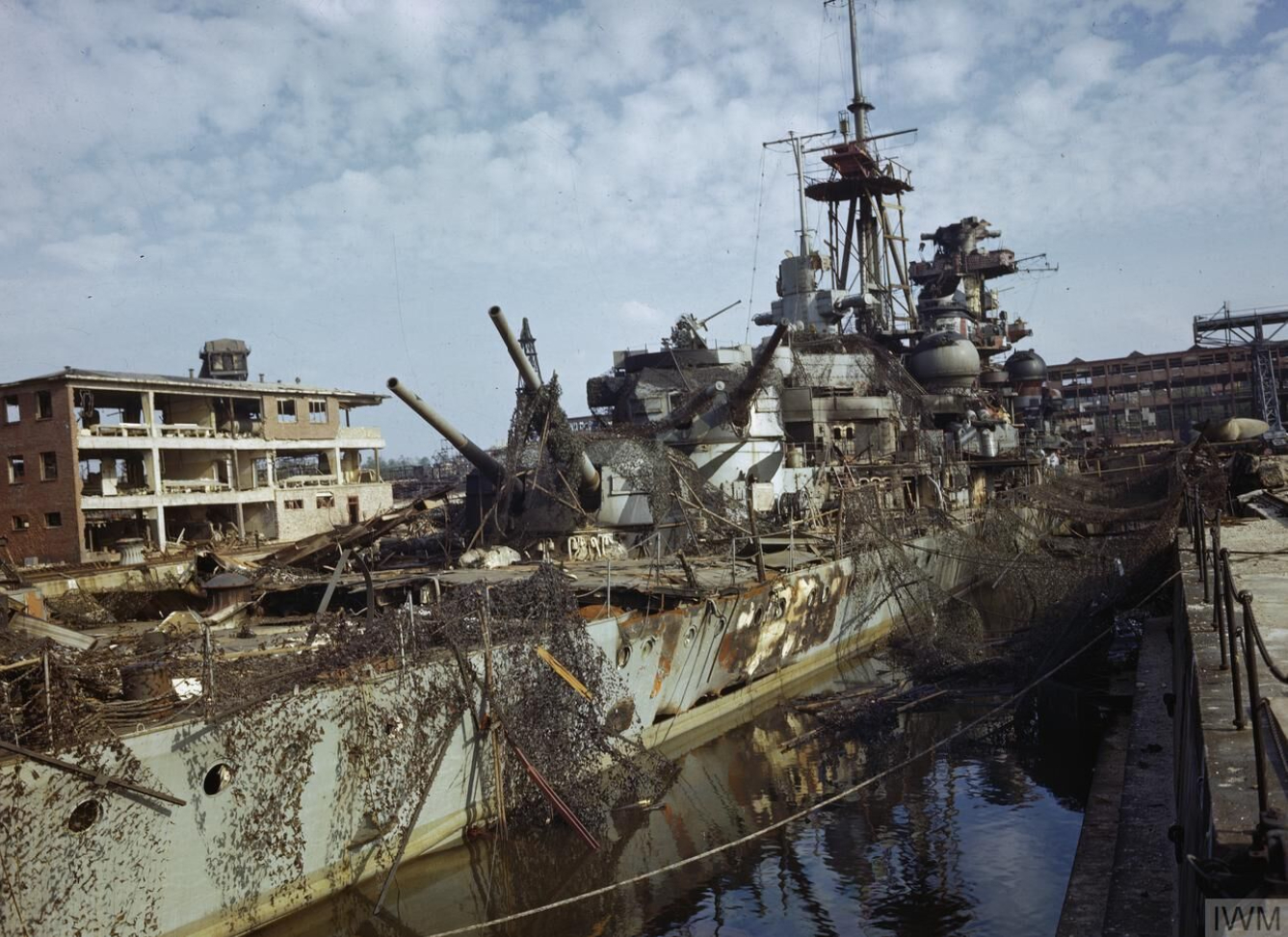
bateau sabordé par l'opération Regenbogen

Pour les articles homonymes, voir Opération Regenbogen.
L'Opération Regenbogen, en allemand Regenbogen-Befehl : Ordre arc-en-ciel, est un ordre général donné par l'amiral Karl Dönitz de saborder les navires de la Kriegsmarine à la fin de la Seconde Guerre mondiale, afin de ne pas avoir à les remettre à l'ennemi. Tous les bâtiments, hormis ceux destinés à la pêche ou au déminage, étaient concernés. L'ordre est confirmé par Dönitz le 30 avril 1945 lorsqu'il succède à Hitler, puis il est retiré le 4 mai.
Plus de 200 sous-marins allemands (U-Boote) auraient été sabordés par leurs équipages à la fin de la guerre.

## Contexte historique
Depuis le début de la guerre, le commandement allemand donne régulièrement des instructions de service aux unités de la marine, selon lesquelles un navire de guerre doit être coulé s'il menace de tomber aux mains de l'ennemi. 
Cette instruction est précisée en 1943 pour les U-Boote de la Kriegsmarine et reçoit le nom de code arc-en-ciel. Depuis lors, les sous-marins allemands reçoivent l'ordre de se saborder avec le mot de passe Regenbogen. Cet ordre faisait référence à la directive émise par Hitler selon laquelle « aucun soldat de la Wehrmacht, ou de toute autre unité de combat sous commandement allemand, ne peut jamais se rendre à l'ennemi ». De plus, le sabordage dans une situation désespérée est une pratique traditionnelle de nombreuses marines du monde : ainsi, le sabordage de la flotte danoise quelques années plus tôt, et le sabordage de la flotte de Vichy, ont été acceptés par le commandement des opérations navales allemandes sans que les responsables n'aient à en rendre compte.
Le 30 avril 1945, Dönitz ordonne que l'ensemble de la flotte soit sabordé, seuls les navires qui seraient nécessaires pour la pêche, les transports et les opérations de déminage après la guerre devant rester intacts.

## Exécution des ordres
La remise à l'ennemi des navires de la Kriegsmarine fait partie de la capitulation partielle signée le 4 mai par toutes les unités allemandes du nord-ouest de l'Allemagne, du Danemark et des Pays-Bas. Alors que Dönitz a accepté ces conditions, le haut commandement de la Wehrmacht soulève des objections.
Néanmoins, le 4 mai 1945 à 15 h 14, Dönitz retire l'ordre arc-en-ciel. Avec la cessation de la guerre sous-marine le 4 mai qu'il annonce par radio, il ordonne de ne détruire aucun navire ni armement. Le soir même, une délégation de commandants sous-mariniers se présente au quartier général de Dönitz dans la zone spéciale de Mürwik, à Flensbourg, pour lui faire confirmer personnellement le retrait de l'ordre arc-en-ciel, mais Dönitz ne les reçoit pas. Son adjudant, le capitaine de corvette Walter Lüdde-Neurath, leur explique à cette occasion que s'il était commandant de sous-marin, il saurait quoi faire,.
Si la plupart des sous-marins allemands en mer au moment de la reddition font escale dans les ports britanniques et américains entre le 9 et le 19 mai, de nombreux commandants de sous-marins ignorent l'annulation de l'ordre et coulent leurs bâtiments dans ou hors des ports. Johann Ludwig Graf Schwerin von Krosigk, un ministre de Dönitz, déclare plus tard que de nombreux commandants de sous-marins se sont imaginés qu'ils se sabordaient conformément à la volonté de Dönitz.
Les 4 et 5 mai, 28 sous-marins sont coulés par leurs équipages dans le fjord de Flensbourg. On dénombre aussi 47 bateaux coulés dans la Geltinger Bucht, deux sous-marins à moteur Walter coulés à Cuxhaven et un sous-marin à Eckernförde. En outre, 13 bateaux-écoles sont sabordés près de Wilhelmshaven et huit près de Bremerhaven, dont un certain nombre d'anciens bateaux-écoles vieillissants qui n'avaient été réactivés que récemment.
Le 8 mai 1945, le sous-marin U-2365 est sabordé dans le Cattégat (il sera renfloué en 1955). Le commandant de l'U-287 coule son bâtiment au large d'Altenbruch et prétend avoir heurté une mine. Le U-963, qui surveillait la zone maritime au large de l'île de Portland à la fin de la guerre, est sabordé au large de Nazaré le 20 mai. Le U-979 explose au large d'Amrum le 24 mai et l'équipage du U-1277 coule son bâtiment au large des côtes portugaises le 3 juin.

## Nombre de bâtiments sabordés
Il n'y a pas de consensus dans la recherche sur le nombre exact de sous-marins sabordés à la suite de l'ordre arc-en-ciel. D'abord parce sont comptés des bâtiments coulés dès les 2 et 3 mai, donc avant le 4 mai, que ce soit de leur propre initiative ou conformément aux instructions du chef de la 25e U- Flottille, Wilhelm Schulz (de). Ensuite, il y a désaccord sur le point de savoir s'il faut compter les bateaux mis en service mais qui n'ont pas été menés au combat. D'autres, comme les U-29, U-30 et U-46 ont été coulés dans le fjord de Flensburg le 5 mai bien que certains aient été retirés du service des années auparavant. Les U-3047, U-3050, U-3051 et U-1026 étaient inachevés quand ils ont été coulés près de Bremerhaven et Flensbourg.
D'après des documents récupérés par les Alliés en septembre 1945, un total de 222 sous-marins allemands ont été sabordés par leurs équipages début mai. D'autres sources laissent supposer que 216, 218, 225 ou 232 sous-marins ont été sabordés, soit en les dynamitant, soit en les inondant.

## Poursuites par les tribunaux alliés
À plusieurs reprises, les tribunaux militaires alliés engagent des poursuites contre des officiers de marine allemands comme criminels de guerre pour avoir sabordé leurs sous-marins après la fin de la guerre en violation des dispositions de la capitulation de la Wehrmacht. 
Bien que les officiers de marine britanniques fassent montre de compréhension professionnelle pour ces actes et déclarent que les marins et officiers britanniques devaient faire de même dans des situations similaires, le haut commandement de la marine britannique opte pour une ligne dure. Un officier de marine britannique chargé de préparer un acte d'accusation à Wilhelmshaven commente : « Le commandant sera probablement exécuté, bien que ce qu'il a fait, la marine britannique l'attendrait d'un Anglais dans les mêmes circonstances. » 
Aucune condamnation à mort n'est finalement prononcée, la peine la plus élevée étant de sept années d'emprisonnement. Malgré l'avis contraire du service juridique de la marine britannique, l'Oberleutnant Gerhard Grumpelt qui a coulé les deux sous-marins U-1406 et U-1407 près de Cuxhaven le 7 mai 1945, est traduit devant un tribunal militaire britannique et condamné le 13 février 1946 à sept années de prison, confirmées par le commandant britannique le 8 mars, puis ramenées à cinq ans. Est condamné également à sept années de prison le 5 juillet 1946 le commandant de l'U-1277 Ehrenreich Stever, pour avoir sabordé ce sous-marin au large du Portugal le 2 juin 1945 avant d'être remis avec son équipage aux Britanniques par les Portugais. Là aussi, la peine est réduite à cinq ans. Dans les deux cas, une grâce de trois années est accordée et Grumpelt quitte la prison le 12 février 1948. D'autres officiers de marine sont jugés pour naufrage, mais sans condamnation, comme le commandant de l'U-979 Johannes Meermeier et le commandant de l'U-287 Heinrich Meier. Johannes Meermeier a passé 99 jours dans une prison britannique.

## Listes des U-Boote concernés
Désignation de l'U-Boot par type de sous-marin ; en Italique: U-Boot en construction ou non mis à l'eau.
- Type II B: (Nbre: 5)
  - U-8, U-14, U-17, U-120, U-121
- Type II C: (Nbre: 6)
  - U-57, U-58, U-59, U-60, U-61, U-62
- Type II D: (Nbre: 9)
  - U-137, U-139, U-140, U-141, U-142, U-146, U-148, U-151, U-152
- Type VII A: (Nbre: 2)
  - U-29, U-30
- Type VII B: (Nbre: 3)
  - U-46, U-48, U-52
- Type VII C: (Nbre: 48)
  - U-71, U-72, U-236, U-267, U-290, U-316, U-339, U-349, U-351, U-370, U-382, U-397, U-428, U-446, U-475, U-552, U-554, U-560, U-612, U-704, U-708, U-717, U-721, U-733, U-746, U-747, U-748, U-750, U-822, U-903, U-904, U-922, U-924, U-958, U-963, U-979, U-1056, U-1101, U-1132, U-1161, U-1162, U-1192, U-1193, U-1196, U-1201, U-1204, U-1205, U-1207
- Type VII C/41: (Nbre: 24)
  - U-323, U-827, U-828, U-929, U-999, U-1007, U-1008, U-1016, U-1025, U-1026, U-1027, U-1028, U-1029, U-1030, U-1031, U-1166, U-1168, U-1170, U-1275, U-1303, U-1304, U-1306, U-1308
- Type IX: (Nbre: 2)
  - U-37, U-38
- Type IX D2: (Nbre: 1)
  - U-876
- Type IX C/40: (Nbre: 3)
  - U-1223, U-1227, U-1234
- Type V80: (Nbre:1)
  - V80
- Type XVII A: (Nbre: 5)
  - U-792, U-793, U-794, U-795, U-798
- Type XVII B: (Nbre: 5)
  - U-1405, U-1406, U-1407, U-1408, U-1409
- Type XXI: (Nbre: 89)
  - U-2501, U-2503 (en), U-2504, U-2505, U-2507, U-2508, U-2510, U-2512, U-2517, U-2519, U-2520, U-2522, U-2524, U-2525, U-2526, U-2527, U-2528, U-2531, U-2533, U-2534, U-2535, U-2536, U-2538, U-2539, U-2540, U-2541, U-2543, U-2544, U-2545, U-2546, U-2548, U-2552, U-3001, U-3002, U-3004, U-3005, U-3010, U-3011, U-3012, U-3013, U-3014, U-3015, U-3016, U-3018, U-3019, U-3020, U-3021, U-3022, U-3023, U-3024, U-3025, U-3026, U-3027, U-3028, U-3029, U-3030, U-3031, U-3033, U-3034, U-3037, U-3038, U-3039, U-3040, U-3044, U-3501, U-3503, U-3504, U-3506, U-3507, U-3509, U-3510, U-3511, U-3513, U-3516, U-3517, U-3518, U-3521, U-3522, U-3525, U-3526, U-3527, U-3528, U-3529, U-3530, U-3539, U-3540, U-3541, U-3542
- Type XXIII: (Nbre: 30)
  - U-2327, U-2330, U-2333, U-2339, U-2343, U-2346, U-2347, U-2349, U-2352, U-2355, U-2357, U-2358, U-2360, U-2362, U-2364, U-2365, U-2366, U-2368, U-2369, U-2371, U-4701, U-4702, U-4703, U-4704, U-4705, U-4707, U-4709, U-4710, U-4711, U-4712